# Índice de acessibilidade habitacional
Um índice de acessibilidade da habitação - housing affordability index (HAI) é um índice que mede a acessibilidade da habitação, geralmente o grau em que a pessoa ou família média num determinado país ou região pode arcar com os custos de habitação/relacionados à habitação.
Um HAI é visto como uma indicação global do custo de vida numa área; Dito isto, um índice de custo de vida forneceria essas informações com mais detalhes.

## Canadá
O Banco do Canadá publica seu Índice de Acessibilidade de Habitação desde 1983. Este HAI “destina-se a medir a parcela do rendimento disponível que uma família representativa aplicaria em despesas relacionadas com a habitação”, o que inclui pagamentos de hipotecas e taxas de serviços públicos. A medida é um rácio entre os custos relacionados com a habitação e o rendimento médio disponível das famílias; quanto maior o índice, mais difícil será comprar uma casa.
O Banco Nacional do Canadá publica um relatório do Housing Affordability Monitor, que "mede a acessibilidade da habitação em 10 principais áreas metropolitanas do censo " (Calgary, Edmonton, Hamilton, Montreal, Ottawa – Gatineau, Quebec City, Toronto, Vancouver, Victoria, Winnipeg ) e "resume os resultados em uma média ponderada composta dos 10 CMAs." O relatório acompanha o mercado de condomínios, outras moradias ( individuais, geminadas ) e o mercado como um todo.
O Royal Bank of Canada (RBC) publica um relatório Housing Trends and Affordability, que agrega medidas de acessibilidade.
O Desjardins Group publica o Desjardins Affordability Index (DAI), que "mede a capacidade das famílias de comprar uma casa e assumir os custos relacionados", calculado para o Canadá como um todo, bem como para as províncias de Quebec e Ontário, para todos os CMAs de estas duas províncias e para as cidades de Calgary e Vancouver.
A Statistics Canada publica o New Housing Price Index (NHPI), uma "série mensal que mede as mudanças ao longo do tempo nos preços de venda de novas casas residenciais pelos empreiteiros, onde as especificações detalhadas relativas a cada casa permanecem as mesmas entre dois períodos consecutivos". O NHPI é usado por economistas, acadêmicos e pelo público em geral para monitorar tendências no setor residencial da indústria de construção canadense.
A RE/MAX Canadá também publica um Relatório de Acessibilidade de Habitação.

## Estados Unidos

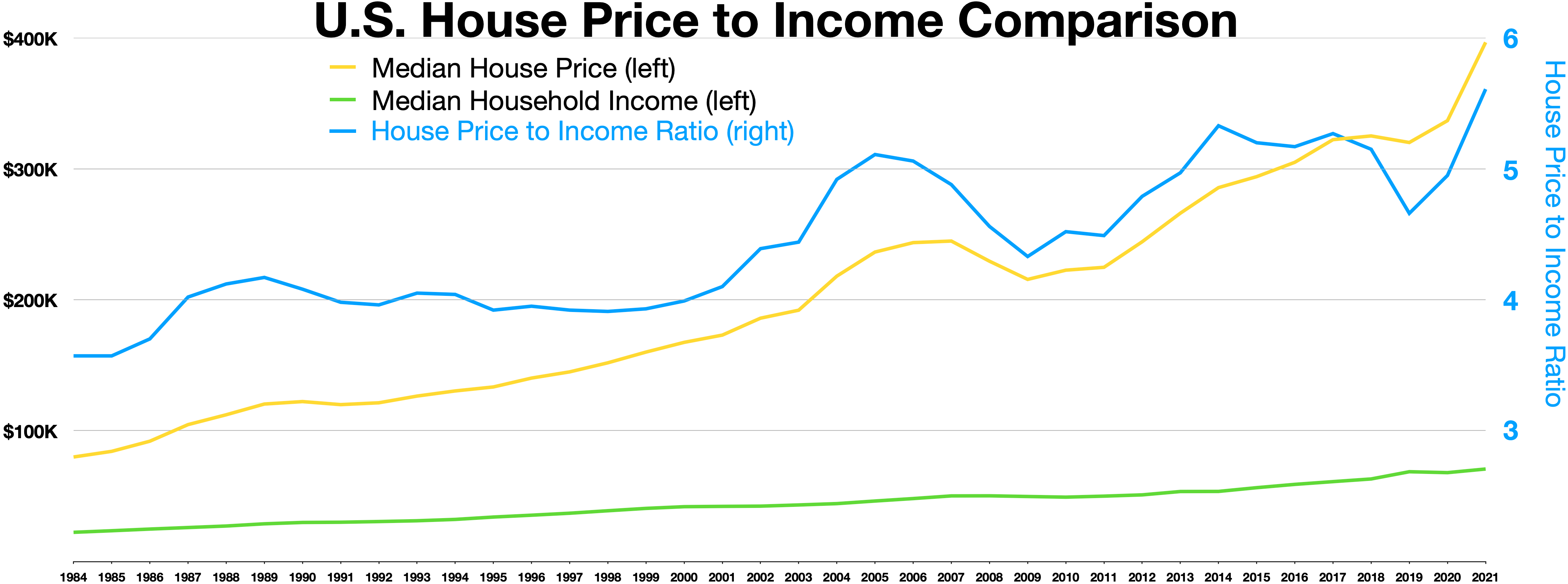
Relação entre preço da casa e renda

A ANational Association of Realtors (NAR) publica mensalmente um Índice de Acessibilidade de Habitação que "mede se uma família típica ganha ou não renda suficiente para se qualificar para um empréstimo hipotecário sobre uma casa típica nos níveis nacional e regional com base no preço e na renda mais recentes dados."
Um valor de 100 significa que uma família com rendimento mediano tem rendimento exatamente suficiente para se qualificar para uma hipoteca de uma casa com preço mediano. Um índice acima de 100 significa que a família que ganha a renda média tem renda mais que suficiente para se qualificar para um empréstimo hipotecário sobre uma casa com preço médio, assumindo um pagamento inicial de 20% e um índice de qualificação de 25%.
Por exemplo, um HAI composto de 120,0 significa que uma família que ganha o rendimento familiar médio tem 120% do rendimento necessário para se qualificar para um empréstimo convencional que cobre 80% de uma casa unifamiliar existente com preço médio. São publicados dados nacionais e regionais.
Outro índice é o NAHB/Wells Fargo Housing Opportunity Index (HOI), publicado pela National Association of Home Builders (NAHB) e pelo Wells Fargo. O índice mede o número de casas vendidas numa área que foram consideradas acessíveis com base na renda e nos custos de habitação. São publicados dados nacionais e dados por área metropolitana.
O Center for Neighbourhood Technology, com sede em Chicago, publicou o Índice de Acessibilidade de Habitação + Transporte, que fornece uma "visão abrangente da acessibilidade que inclui tanto o custo da habitação como o custo do transporte ao nível do bairro" nos EUA.

## Outros
- Numa escala mais ampla, a OCDE publicou dados sobre os preços da habitação em todo o mundo, que incluem índices de preços de rendas de habitação, índices de preços reais e nominais da habitação e rácios entre preço e renda e preço em relação ao rendimento.[14]
- Na União Europeia, a UE também divulgou dados sobre a acessibilidade da habitação.[15]
- Na Austrália, a Housing Industry Association publica um Índice de Acessibilidade de Habitação,[16] que é uma "métrica de 'acessibilidade de compra' que é mais representativa de um ocupante proprietário individual que compra uma casa com hipoteca, embora também seja indicativo de condições para outros transacionar no mercado imobiliário." Neste contexto, a HIA define acessibilidade de acordo com a premissa de que “os custos de habitação tornam-se excessivos caso excedam mais de 30% do seu rendimento”.[17]
- O Escritório de Estatísticas Nacionais do Reino Unido publicou relatórios sobre a acessibilidade da habitação na Inglaterra e no País de Gales, usando "dados anuais sobre os preços das casas e os rendimentos anuais para calcular os rácios de acessibilidade para as geografias nacionais e subnacionais" nesses dois países.[18]